# Hannes Irmer
Hannes Irmer (29 aprile 1987) è un ex giocatore di football americano tedesco, che ha giocato come centro.
Ha iniziato a giocare nei TFG Typhoons ed è presto passato ai Düsseldorf Panther, dove ha giocato nelle giovanili e in prima squadra. Nel 2013 si è trasferito ai New Yorker Lions.

## Palmarès
- 1 Europeo (2010)
- 4 BIG6 Euroowl (New Yorker Lions: 2015, 2016, 2017, 2018)
- 5 German Bowl (New Yorker Lions: 2013, 2014, 2015, 2016, 2019)